# Sibirien, Stockholm
För andra betydelser, se Sibirien (olika betydelser).

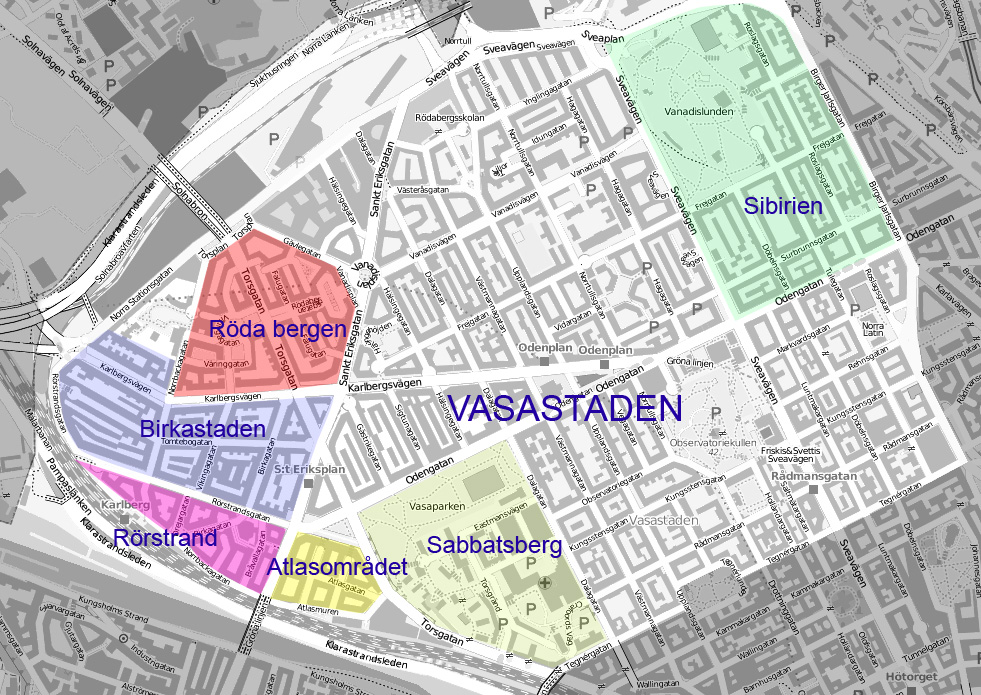
Karta över Vasastan och de informella områdena Sibirien, Röda bergen, Birkastan, Rörstrand, Atlasområdet och Sabbatsberg

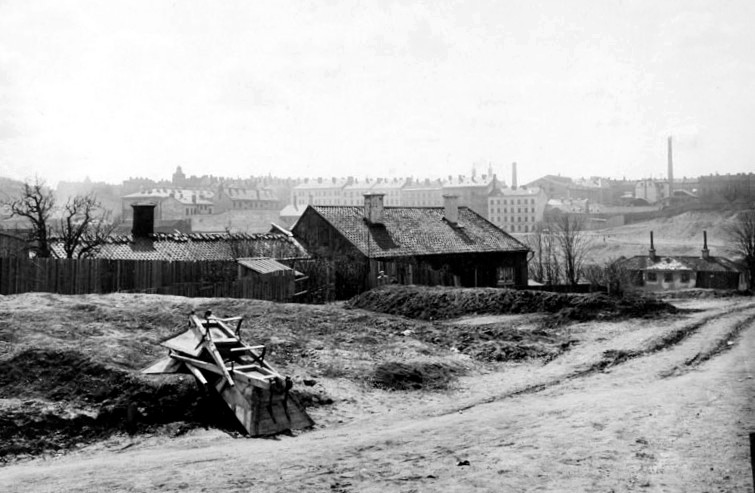
"Sibirien" från dagens Cedersdalsgatan mot sydväst. I bakgrunden växer Vasastaden upp. Foto från 1902.

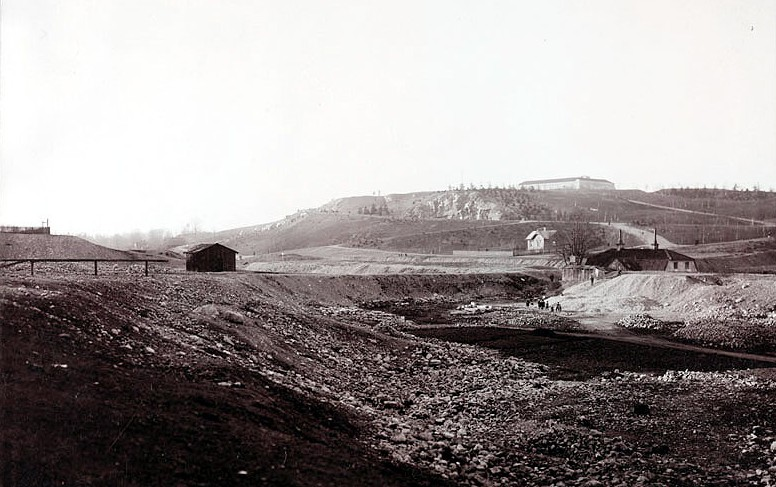
"Sibirien" från sydväst, bakom grushögen syns huset vid Stora Badstugatan 57 och på höjden gamla Vanadislundens vattenreservoar. Foto från 1902.

Sibirien är en informell beteckning på ett område i stadsdelen Vasastaden i Stockholms innerstad. Namnet är ett öknamn som uppstod när området bebyggdes under 1800-talets sista decennier. Vid denna tid ökade stadens befolkning kraftigt, samtidigt som nedre Norrmalm i princip var fullbyggt. 
I och med stadsplanen från 1879 kunde dessa områden i stadens norra utkant tas i anspråk. Det ansågs då som avlägset beläget i Stockholm och det kunde kännas som en "förvisning" att behöva flytta dit. Områdets stora hyreskaserner med sin enkla utformning var ofta byggda i spekulationssyfte, och planerades med många små lägenheter för att hysa i huvudsak folk ur arbetarklassen. Då familjerna ofta hyste inneboende var trångboddheten stor. Roslagsgatan och Vanadislunden anses ligga mitt i Sibirien. Området ligger numera centralt men benämningen har levt kvar och används än idag.

## Gränser
Området har inga officiella gränser. Det finns olika uppfattningar om vilka gator som avgränsar området. Den vanligaste[källa behövs] avgränsningen är Sveavägen i väst, Cedersdalsgatan i norr, Birger Jarlsgatan i öst och Odengatan i syd. Det är denna avgränsning som använts i illustrationen till höger.
Enligt Stockholmskännaren Hans Harlén går istället gränsen längs Sveavägen, Cedersdalsgatan, Valhallavägen och Odengatan. Med den senare varianten ligger delar av området i stadsdelen Östermalm.
Ytterligare en variant är att gränsen söderut går inne på gårdarna på Odengatans norra sida. De som bor i gathusen bor då alltså inte i Sibirien, däremot de boende i gårdshusen.

## Historia
Före det sena 1800-talets stadsplanering var området en lantlig utkant på ömse sidor om landsvägen mot Roslagen (nuvarande Roslagsgatan). Bebyggelsen bestod av malmgårdar med stora trädgårdar, däribland Stora Ingemarshof, Lilla Ingemarshof, Bromanshof, Cedersdal, Rosenlund samt Browallshof, på vars ägor värdshuset Clas på Hörnet var beläget. Inom området fanns också Norrmalms Surbrunn. I dag återstår endast 1700-talsmalmgården Browallshof. I den forna huvudbyggnaden startades 1984 återigen Värdshuset Clas på Hörnet, efter att ha varit nedlagt sedan 1860-talet. Delar av källaren till Norrmalms Surbrunn finns bevarad under ett flerbostadshus vid Surbrunnsgatan. De dammar för odling av rudor som fanns på Stora Ingemarshofs ägor, har i nutid gett namn åt det angränsande bostadsområde på Norra Djurgården som kallas Ruddammen.